# Alice Phoebe Lou
Alice Phoebe Lou (Kaapstad, 19 juli 1993) is een in Berlin-Neukölln wonende Zuid-Afrikaanse singer-songwriter.
Lou groeide op in Kommetjie, een kustplaats ten zuidwesten van Kaapstad. Ze leerde zichzelf gitaarspelen. Na eerdere bezoeken aan Europa, vestigde ze zich in 2013 in Berlijn, waar ze als straatmuzikant begon op te treden. Ze bracht vervolgens meerdere platen uit en begon spoedig te toeren.

## Discografie
- Momentum (EP, 2014)
- Live at Grüner Salon (2014)
- Orbit (2016; Motor Music)
- Sola (EP, 2017)
- Paper Castles (2019)
- A Place of My Own (Mahogany Sessions) (digitale EP, 2019)
- Live at Funkhaus (2020)
- Glow (2021)
- Child's Play (2021)
- Shelter (2023)

- Gemeinsame Normdatei: 111294852X
- MusicBrainz: 9c14317c-87b9-4f7c-a5a5-80add17a1709
- Virtual International Authority File: 78147370724841442284
- WorldCat: E39PBJvhqQJGyG8DHYgMfbymVC